# 2008年阿坝骚乱
2008年四川阿坝骚乱发生在2008年3月16日。当天，四川阿坝当地的一些藏民与僧人因前几日所发生的2008年西藏骚乱影响，上街进行示威抗议，而后游行队伍中的暴徒对阿坝各街巷的商铺进行了打砸抢烧，据统计阿坝县城内的24座商铺及两所警察局遭到焚毁。骚乱期间亦有81量警用及民用车辆遭到焚毁。
事后四川省阿壩藏族羌族自治州副州長蕭友于4月3日称这起骚乱是由阿壩州格爾登寺中的僧人所“煽动”的，而据中国国家电视台的消息称这起事件是“又一起达赖分裂集团蓄谋已久、精心策划、精心组织的打、砸、抢、烧严重暴力事件”。
中国官方称在骚乱过程中暴徒抢夺了公安的枪支弹药，随后警方在格爾登寺中发现了一定数量的武器。中国官方同时也承认：“在值勤民警鳴鎗無效的情況下，值勤民警依法使用了武器。”官方给出的数字表示在这场骚乱中共有200名无辜群众，政府官员及警察受伤。而根据美联社的报道，在骚乱中，一名警察被打死，据传还有一名“抗议者”被警方击毙。